# Малосілов Олександр Олегович
Олександр Олегович Малосілов (нар. 6 червня 1997) — український легкоатлет, який спеціалізується у потрійному стрибку, багаторазовий чемпіон та призер чемпіонатів України.
На національних змаганнях представляє Донецьку область.
Тренується у ШВСМ Донецької області (Дружківка) під керівництвом Олени Чумак.

## Основні міжнародні виступи
| Рік  | Змагання                      | Місто   | Місце | Дисципліна | Примітки |
| ---- | ----------------------------- | ------- | ----- | ---------- | -------- |
| 2013 | Чемпіонат світу серед юнаків  | Донецьк | 4     | потрійний  |          |
| 2014 | Юнацькі Олімпійські ігри      | Нанкін  | 4     | потрійний  |          |
| 2014 | 2                             | 8×100 м |       |            |          |
| 2016 | Чемпіонат світу серед юніорів | Бидгощ  | 2кв7  | потрійний  |          |
| 2017 | Командний чемпіонат Європи    | Лілль   | 8     | потрійний  |          |
| 2017 | Чемпіонат Європи серед молоді | Бидгощ  | 6     | потрійний  |          |
| 2019 | Чемпіонат Європи серед молоді | Євле    | 2кв4  | потрійний  |          |
| 2019 | Командний чемпіонат Європи    | Бидгощ  | 10    | потрійний  |          |